# St.-Petri-Kirche (Neu Darchau)
Koordinaten: 53° 13′ 40″ N, 10° 53′ 24,4″ O
Die evangelisch-lutherische St.-Petri-Kirche gehört zur Kirchengemeinde Neu Darchau im Kirchenkreis Lüchow-Dannenberg der Landeskirche Hannover.

## Lage
Die St.-Petri-Kirche liegt mittig der Gemeinde Neu Darchau auf einem erhöhten Standort, an den man gelangt, wenn man von der Hauptstraße in den einmündenden Kirchweg geht.

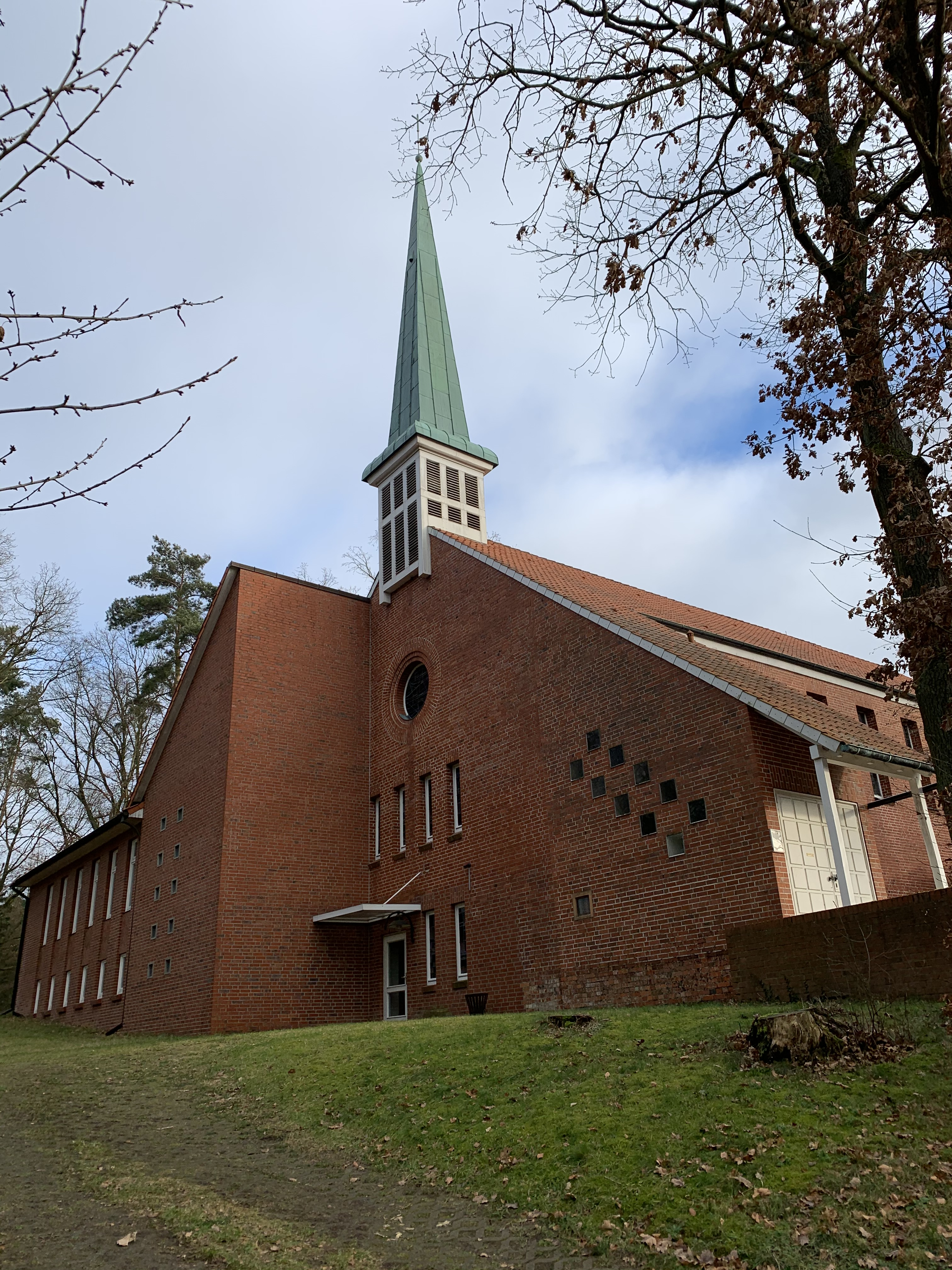
Die St.-Petri-Kirche von Nordosten.

Die Kirche liegt genau an der Straße und man kann sie mittlerweile, durch die Bäume und Pflanzen, nur noch von Norden und Nordosten betrachten. Das Pfarrhaus befindet sich direkt neben der Kirche.

## Geschichte
Die Gemeinde der St.-Petri-Kirche wurde am 1. Januar 1964 gegründet und bestand aus den Orten Neu Darchau, Klein Kühren, Katemin, Quarstedt, und Darzau, später auch noch Sammatz. Der damalige Kirchenvorstand wollte Neu Darchau zu einem kirchlichen Mittelpunkt machen mit allen nötigen Einrichtungen. Mit diesem Wunsch weihten sie 1961 nach jahrelanger Planung die St.-Petri-Kirche ein, die ihren Namen wegen der Schiffer und Fischer in den Elbuferdörfern trägt. Fünf Jahre später, 1966, errichtete man das Pfarrhaus. Die Kirchengemeinde hatte schon zwischen 1927 und 1929 geplant, eine Kapelle zu bauen, die Weltwirtschaftskrise verhinderte jedoch ihr Vorhaben. Als dann der Bau 1961 begonnen werden konnte, wählte man den erhöhten Standort mit Bedacht. Die Neu Darchauer wollten die tiefe Verbundenheit mit den Einwohnern des Amtes Neuhaus auf der anderen Elbseite zum Ausdruck bringen. Aufgrund von Geldmangel mussten die Neu Darchauer in den 1960er Jahren ihre ursprünglichen Pläne einer größeren schlossähnlichen Kirche verwerfen. Stattdessen wurde ein moderner und eher nüchterner Ziegelbau mit einem aufgesetzten Spitzturm verwirklicht, die „Variante-c-“, eine eher zweckmäßige Variante.
Die St.-Petri-Kirche kostete zur damaligen Zeit 225.357 DM. Aber die ursprünglichen Pläne wurden durch eine kostengünstigere ersetzt, weil den Neu Darchauern 5.000 DM fehlten.
Nach Fertigstellung der Kirche gab es mehrere Änderungen: Die Umstellung von einer Ölheizung auf eine Gasheizung oder drei Beton-Buntglasfenster-Risse 1986. Diese Reparatur kostete 7.216,20 DM. Das Brüstungsmauerwerk musste 1986 erneuert werden und kostete 5.501,30 DM. Und 1984 entstanden durch die Verkleidung des Glockenturms Kosten in Höhe von 29.393,76 DM.

## Architektur
Außenmauern

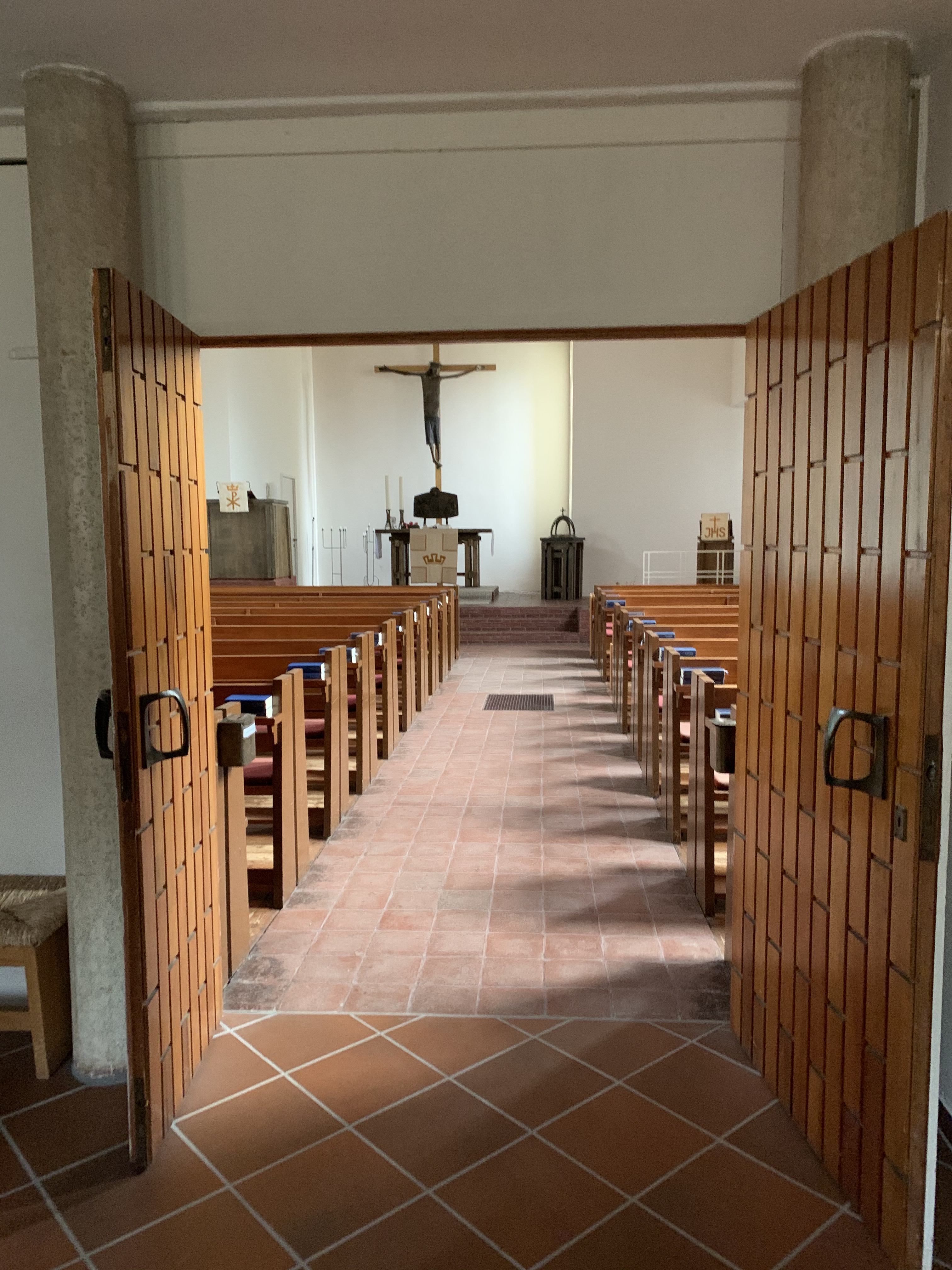
Die St.-Petri-Kirche von Innen mit Blickrichtung zum Altar.

Für die zweckmäßige Kirche wurden moderne, eher nüchterne Mauersteine gewählt, mit einem gewöhnlichen Ziegeldach und einem Spitzturm mit Kupferverkleidung. Dazu verzieren die Außenmauern einfache Bleiglasfenster.
Innenraum

Der Kirchenraum hat an der Decke zur Mitte spitz zulaufende, schmale weiße Balken auf orangem Grund. Die Wände sind weiß und stellen bei Sonnenschein die bunten Bleiglasfenster in den Vordergrund.
Zum Kirchengebäude gehört auch ein Kirchenzentrum mit Gemeinderaum, ein Jugendheim, eine Teeküche und das Pfarrbüro mit Archiv.

## Ausstattungen

### Altar, Kanzel und Taufbecken
- Der Altar der Kirche ist einfach. Durch diese Schlichtheit hat das Kruzifix darüber eine präsentierende Wirkung. Der Altar stammt aus dem Jahr 1961, aus dem Jahr, in dem die Kirche erbaut wurde. Dieser Altar wurde für die St.-Petri-Kirche angefertigt.
- Ebenfalls sehr schlicht und einfach gehalten, ist die für diese Kirche erbaute Kanzel. Sie ist aus Holz, ohne Verzierungen und steht in Blickrichtung zum Altar, links auf einer kleinen Erhöhung.
- Das Taufbecken besteht aus einem Holzständer und dem Bronzebecken. Die Form des Bronzebeckens erinnert an eine Glocke. Das Taufbecken wurde ebenfalls 1961 für die Kirche hergestellt.

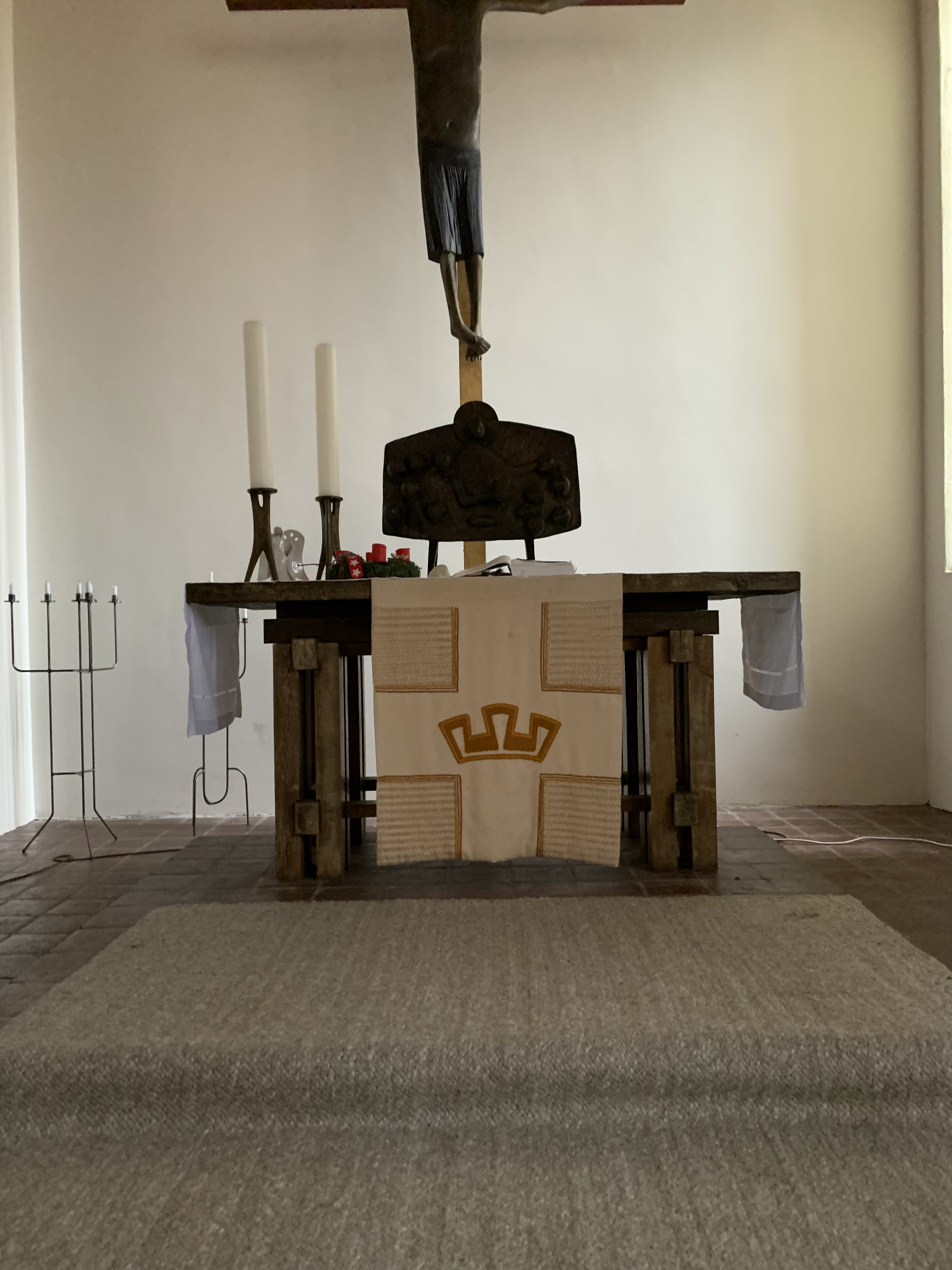
Der Altar der St.-Petri-Kirche (Neu Darchau) von vorne.
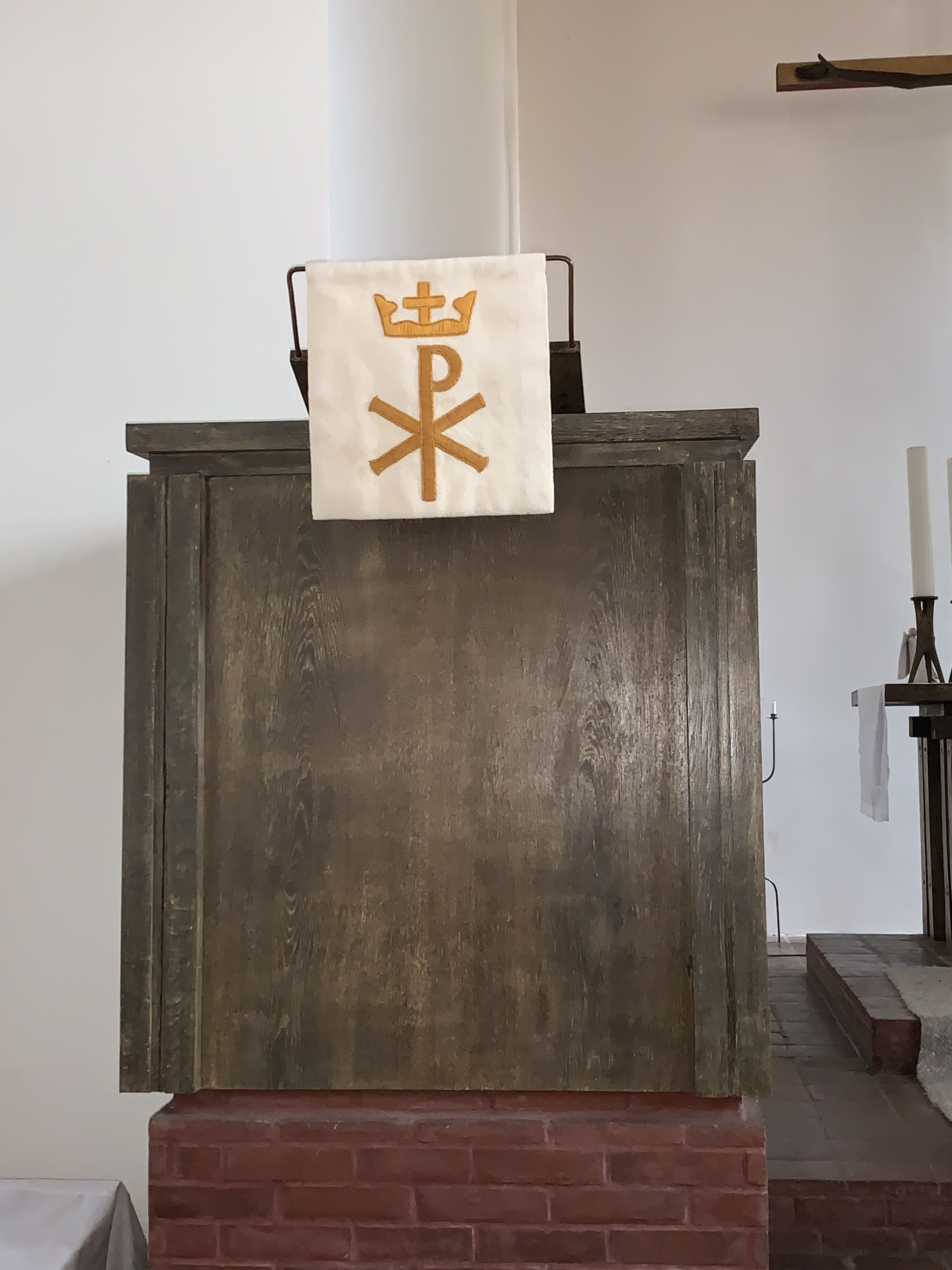
Die Kanzel der St.-Petri-Kirche (Neu Darchau) von vorne.
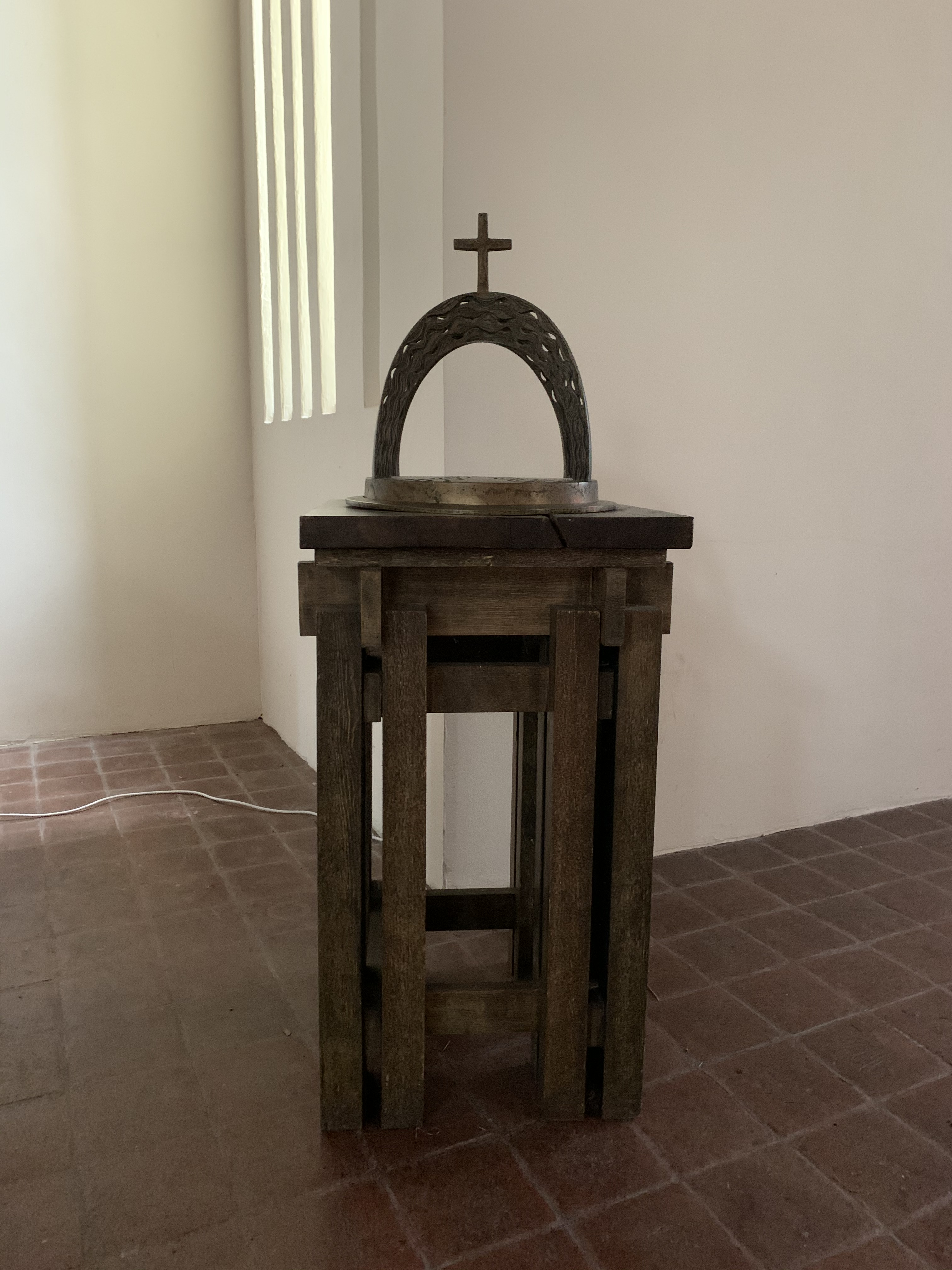
Das Taufbecken der St.-Petri-Kirche (Neu Darchau) von vorne.
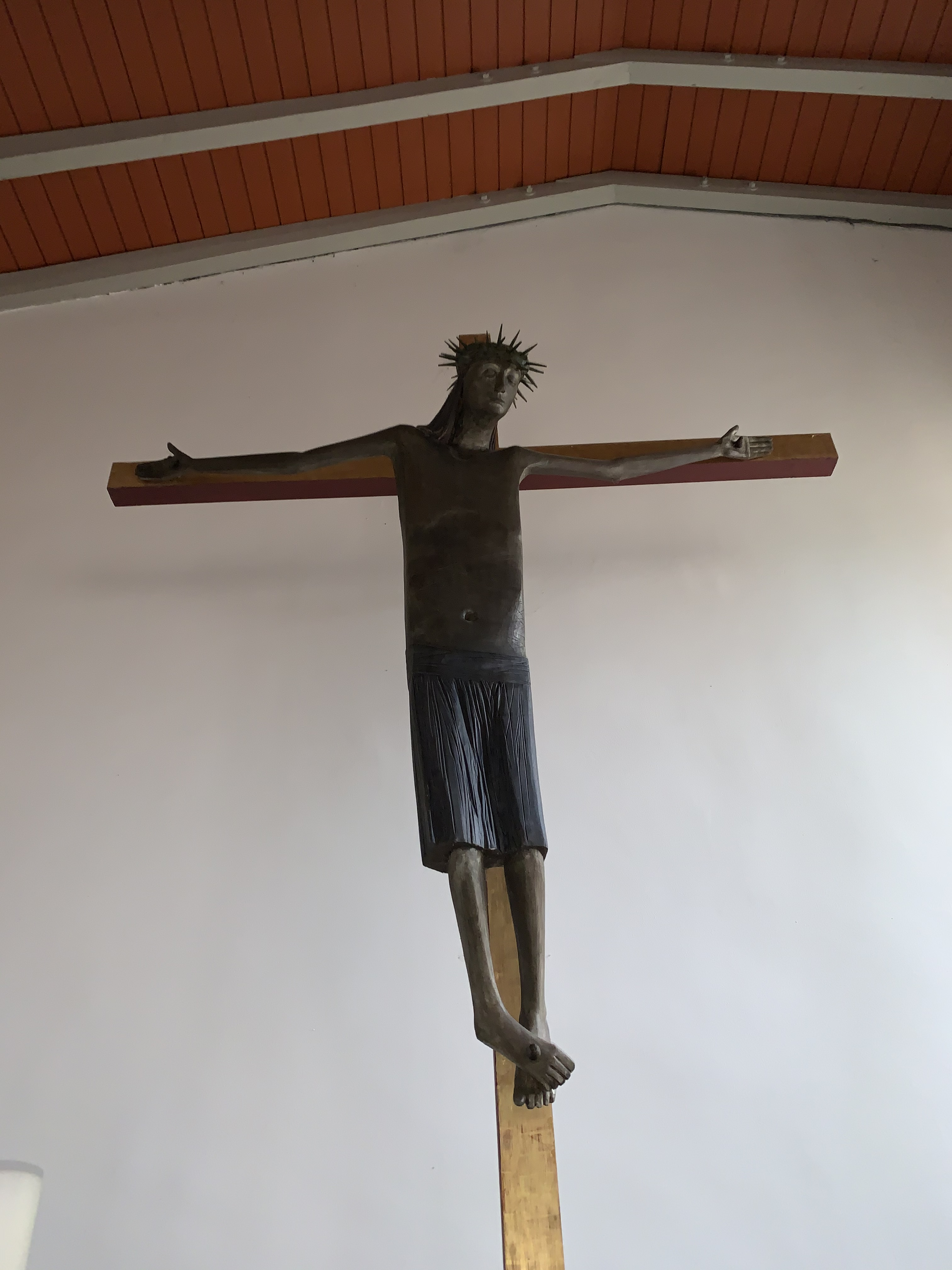
Das Kruzifix der Kirche, das über dem Altar hängt.

### Orgel

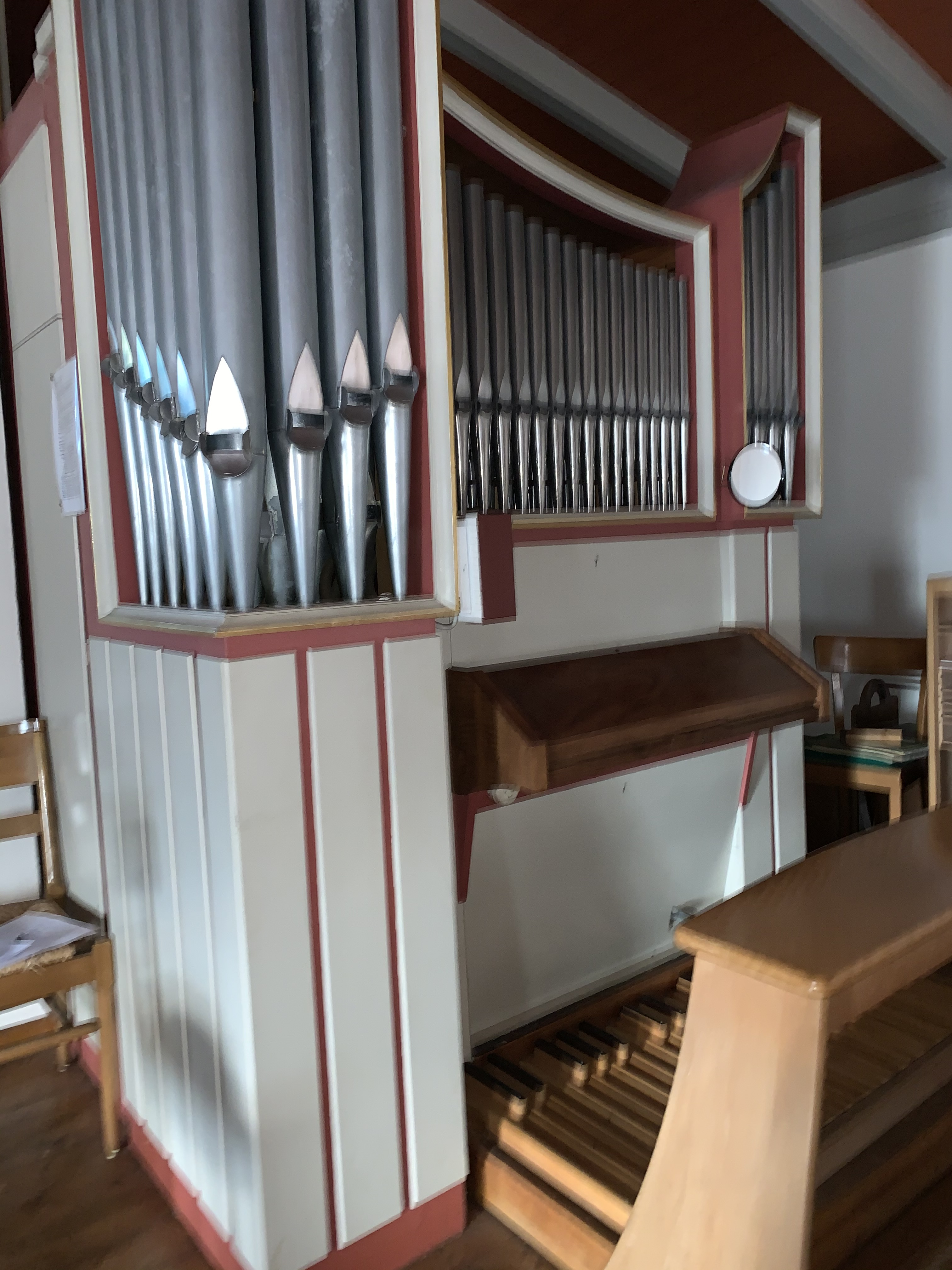
Die Orgel der St.-Petri-Kirche (Neu Darchau).

Die St.-Petri-Kirche hat eine mechanische Schleifladenorgel, dieses System hat sich über Jahrhunderte im Orgelbau bewährt. So wie alle Orgeln braucht auch diese viel Pflege um den guten Klang zu erhalten.

### Kunst
- Über dem Altar hängt in guter Position ein lebensgroßes Kruzifix. Es wurde 1963 angefertigt und schmückt seitdem die Kirche.
- Auf dem Altar steht ein bronzenes Relief, das leicht abstrahiert das Abendmahl darstellt.
- Die Kirche beherbergt seit Winter 2010/11 eine lebensgroße Kreuzigungsgruppe des Bildhauers Otto Flath. Der Gemeinde wurde dieses Kunstwerk von einem Insolvenzverwalter als Leihgabe zur Verfügung gestellt. Die Kreuzigungsgruppe passte nicht in den Kirche hinein und musste in einen anderen Raum der Kirche verlegt werden.[2]

### Fenster und Glocken
- Die Bleiglasfenster der Kirche sind modern und bunt. Die kleineren Fenster haben keine Motive und sind in verschiedenen Farben gehalten. In Blickrichtung zum Altar nach Rechts, sieht man ein großes, buntes Fenster, das im ersten Moment kein konkretes Motiv vorweist. Dieses Fenster lässt Freiheit zum Interpretieren.
- Die zwei einfachen Glocken wurden ebenfalls um 1961 hergestellt, sie haben ihren Platz in der Spitze der Kirche.

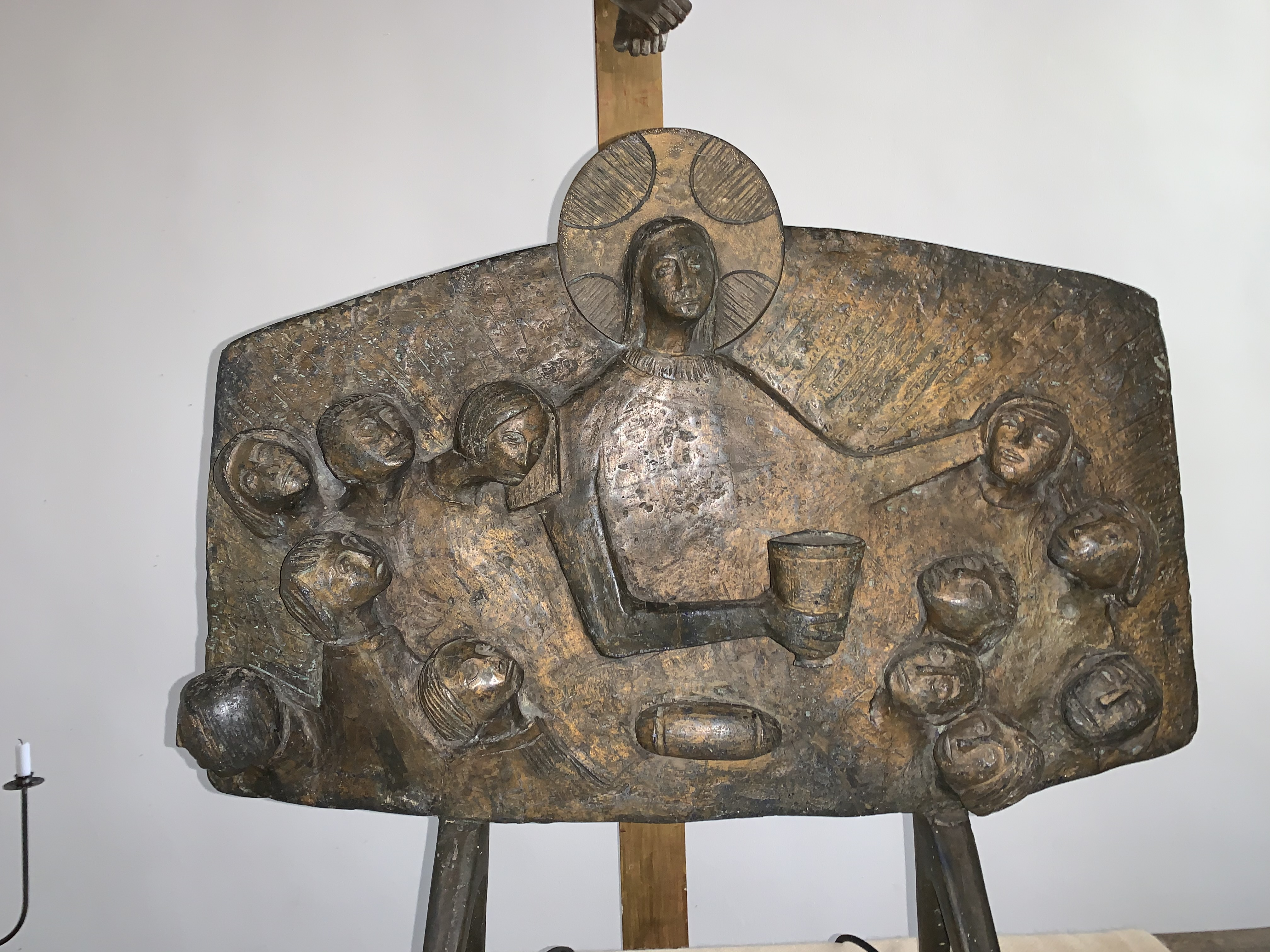
Das bronzene Relief der St.-Petri-Kirche (Neu Darchau).
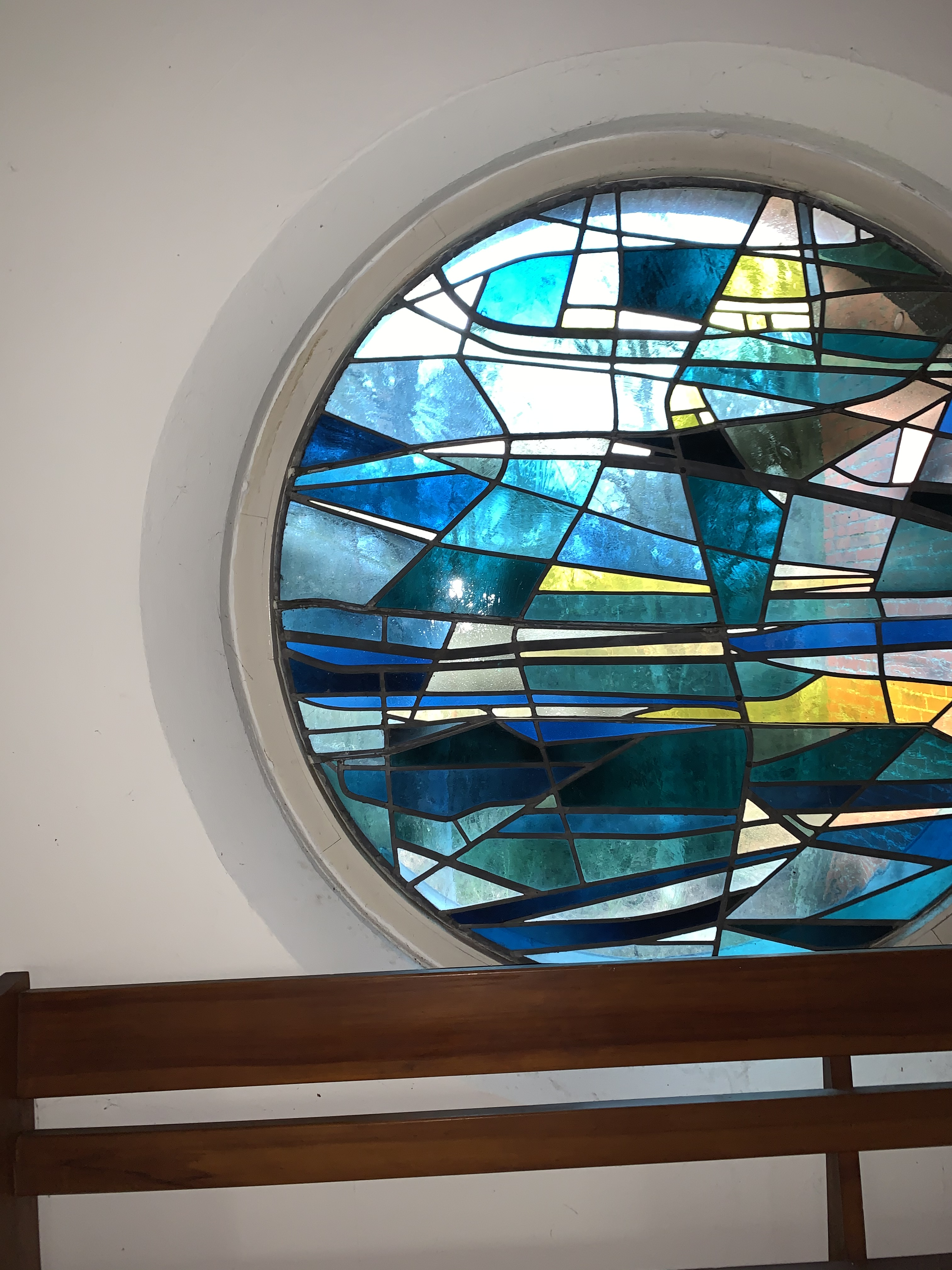
Bleiglasfenster der St.-Petri-Kirche (Neu Darchau).
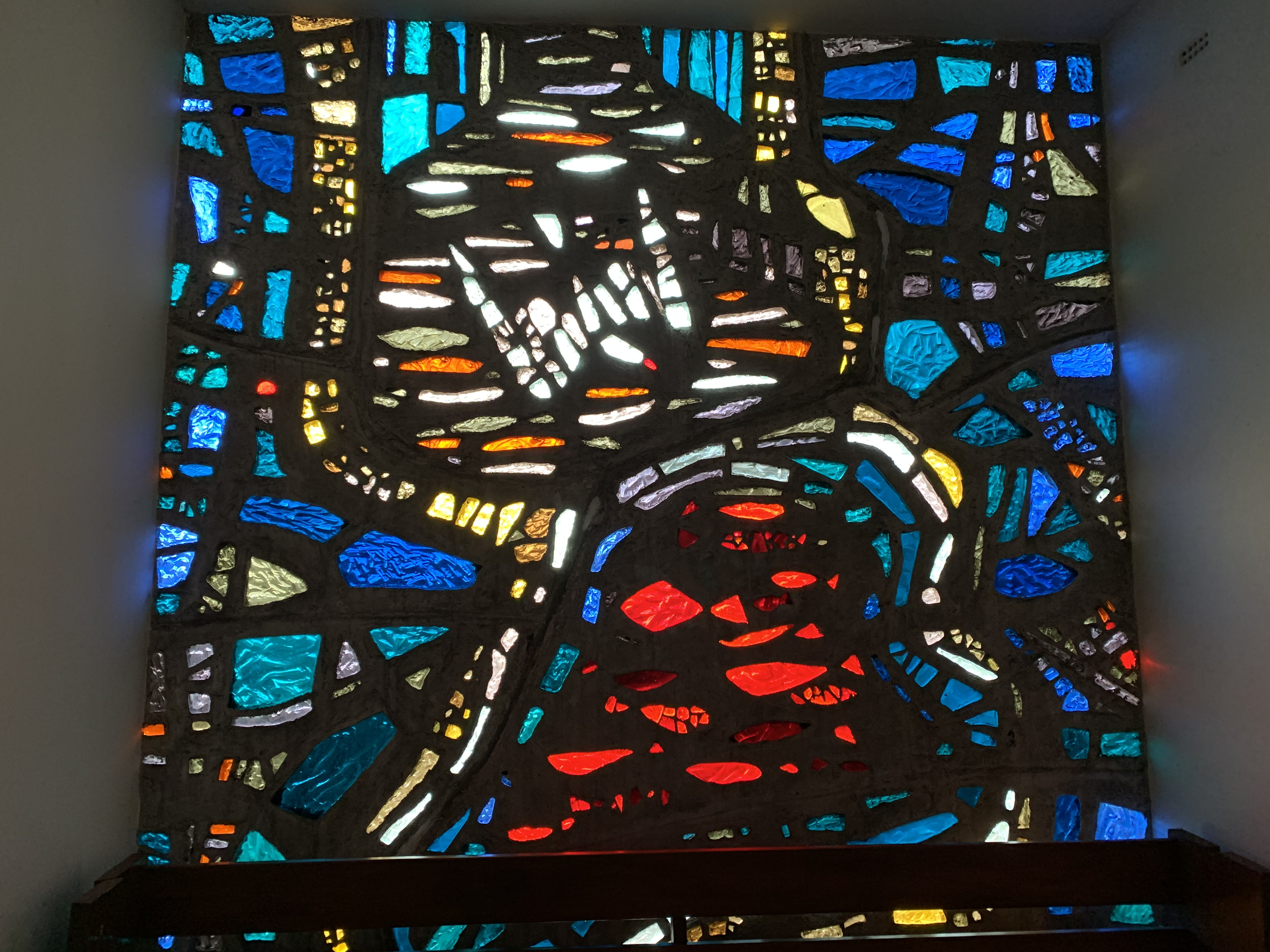
Bleiglasfenster der St.-Petri-Kirche (Neu Darchau).